# Jefta

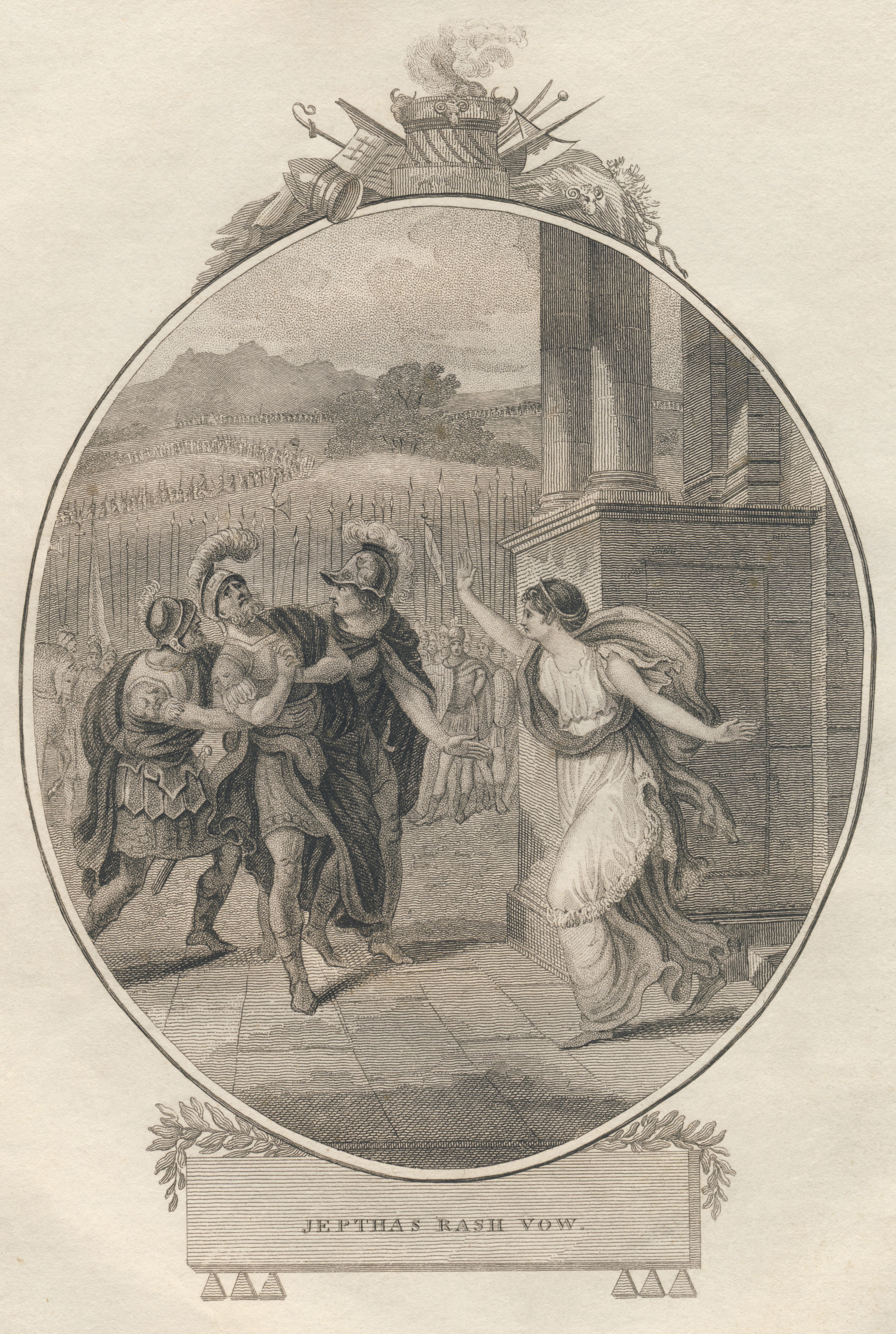
Jefta's dochter danst hem tegemoet na zijn overwinning (gravure uit 1810)

Jefta (יִפְתָּח, Jiftāch, "hij opent" of "hij zal openen") was volgens Rechters 11 en 12 in de Hebreeuwse Bijbel zes jaar rechter van de Israëlieten.

## Het verhaal
Jefta woonde in Gilead en was een buitenechtelijke zoon van Gilead en een naamloze prostituee. Zijn halfbroers wilden niet dat hij zou delen in de erfenis en verdreven hem. Jefta sloot zich daarom aan bij een bende avonturiers buiten Gilead. Toen Gilead echter door de Ammonieten (een volk ten oosten van de Jordaan) werd aangevallen, zagen de Gileadieten in dat Jefta de juiste man zou zijn om in deze strijd de leiding te nemen. Jefta probeerde eerst het conflict met Ammon op diplomatieke wijze op te lossen. Hij betoogde dat de Israëlieten hun land van God gekregen hadden en dat de Ammonieten er geen recht op hadden. Toen dit overleg faalde, werd Jefta gegrepen door de geest van JHWH.

### Jefta's dochter
"[Jefta] beloofde de HEER: 'Als U de Ammonieten aan mij uitlevert en ik behouden terugkeer, dan zal de eerste die me vanuit mijn huis tegemoetkomt voor U zijn; die zal ik als brandoffer aan U opdragen.'" (Rechters 11:30-31) Onder leiding van Jefta wonnen de Israëlieten de strijd tegen Ammon. Toen Jefta daarna thuiskwam in Mispa kwam hij als eerste zijn dochter tegen, die hem dansend tegemoetkwam. Jefta zag zijn dochter en scheurde direct zijn kleren als teken van rouw en zei: "Ach mijn kind, dat jij me deze slag moet toebrengen, dat juist jij het bent die me in het ongeluk stort! Ik heb de HEER een gelofte gedaan en daar kan ik niet op terugkomen." Toen zij hoorde van Jefta's gelofte, stemde zij ermee in en vroeg ze twee maanden om te rouwen dat ze nooit iemands vrouw zou zijn (Rechters 11:34-37). Daarna was het de gewoonte in Israël dat jonge meisjes elk jaar vier dagen "rouwklagen" over Jefta's dochter (Rechters 11:39b-40).
Mensenoffers werden scherp veroordeeld in de wet van Mozes (Leviticus 20:2-5). Dit overduidelijke mensenoffer werd daarom door de eeuwen heen op allerlei manieren zo geïnterpreteerd dat het het verhaal niet zo aanstootgevend was. Meestal wordt beweerd dat het offer zelf niet expliciet wordt beschreven en dus ook niet letterlijk plaatsvond. Het ontbreken van de beschrijving van het offer wordt door Bijbelwetenschappers echter vaak gezien als het resultaat van het redactieproces dat tot de uiteindelijke tekst van de deuteronomistische geschiedenis heeft geleid. Bovendien verandert het niets aan het feit als zodanig. Luthers uitleg was stellig: "Men wil / hij heeft haar niet geofferd / maar de tekst is er duidelijk over. Men ziet dus zowel bij de rechters als bij de koningen / dat ze na grote daden / ook grote dwaasheden moeten begaan / zich moeten hoeden voor de ellendige hoogmoed."
De Talmoed leert dat Jefta alleen de opbrengst van het geld voor de dochter hoefde te betalen, maar veroordeelt over het algemeen zo'n onwettige gelofte. Recentere interpretaties stellen dat het 'offer' de toewijding van de dochter aan het maagdelijke leven betekende. Anderen zien een mythe in het verhaal. Weer anderen interpreteren haar huilen om haar maagdelijkheid zo dat ze vanwege haar toewijding aan tempeldienst in de tabernakel nooit mocht trouwen en daarom zelf geen kinderen kon krijgen. Dit zou ook een 'echt' offer betekenen voor zowel haar als haar vader, omdat zij het enige kind van Jefta was en Jefta zelf, als buitenechtelijk kind, geen eigen familiebanden had.

### Strijd tegen de Efraïmieten
Na de overwinning op de Ammonieten maakten de Efraïmieten Jefta het verwijt dat zij niet te hulp waren geroepen. Kennelijk wilde Efraïm ook de eer van de overwinning hebben. Dit resulteerde zelfs in een burgeroorlog tussen Gilead en Efraïm. Deze strijd is vooral bekend doordat de Gileadieten het wachtwoord "sjibbolet" gebruikten om de Efraïmieten te herkennen.

## Doorwerking in de kunst
Dit thema werd in een toneelstuk van Joost van den Vondel bewerkt, namelijk Jeptha of Offerbelofte (1659), dat zelf een imitatio is van het een eeuw eerder geschreven Neolatijnse drama Jephtes van de Schotse humanist George Buchanan.
Thomas Morell (1703-1784) schreef een libretto voor het oratorium Jephta van Georg Friedrich Händel (1685-1759). 